# 法国—沙特阿拉伯关系
法国－沙特阿拉伯关系是指法国与沙特阿拉伯之间的外交关系。两国外交关系始于1926年。沙特阿拉伯是法国的盟友，在伊朗核计划和巴沙尔·阿萨德下台等许多问题上，双方在经济、军事和政治上都进行了强有力的协调。这种关系被称为全球战略伙伴关系。法国在利雅得设有大使馆，在吉达设有总领事馆。沙特阿拉伯在巴黎设有大使馆。两国都是G20成员。

## 历史
1839年，法国在吉达开设了第一个领事馆。

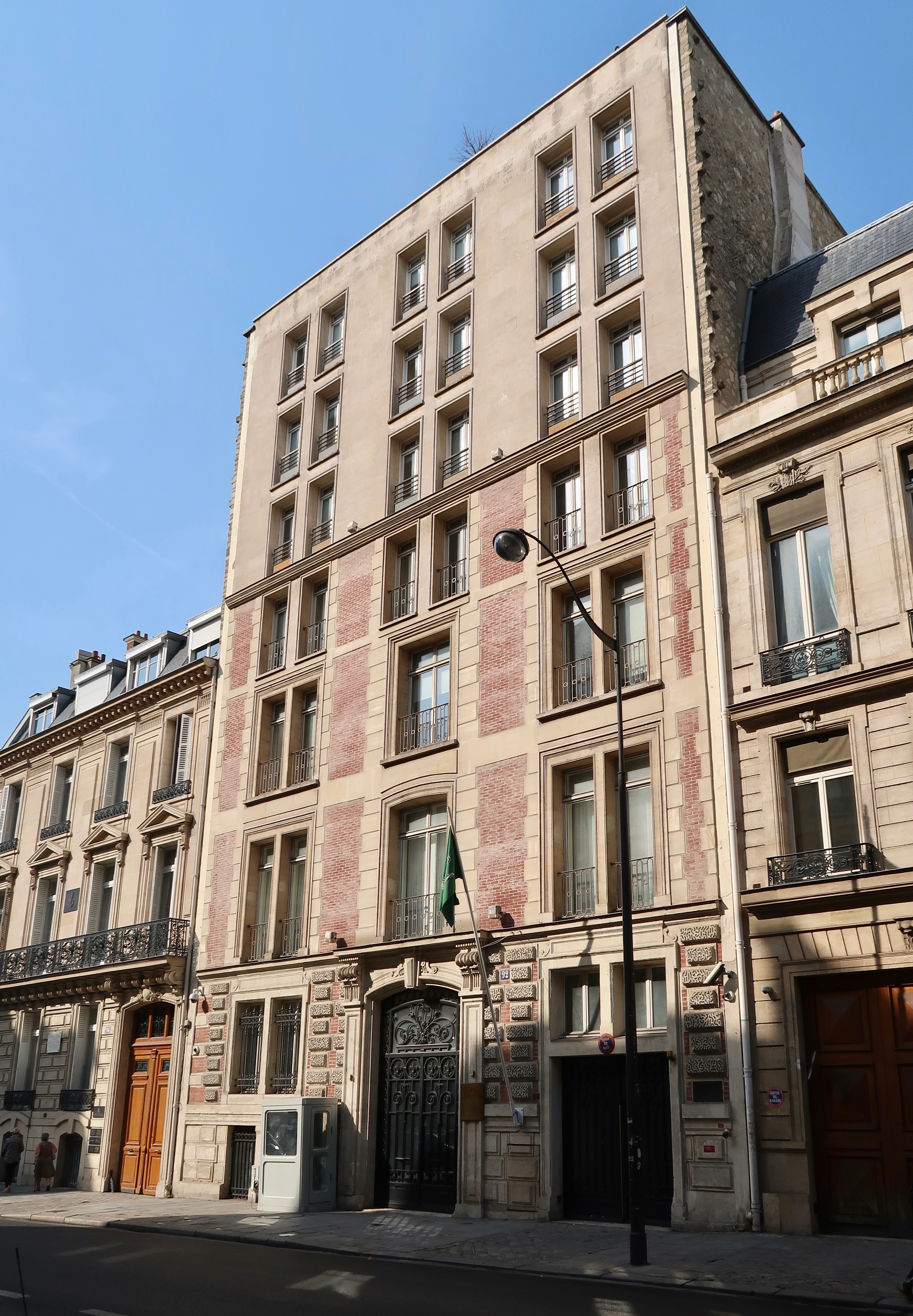
沙特阿拉伯驻巴黎大使馆

沙特阿拉伯和法国在第二次世界大战中都反对轴心国，当时沙特阿拉伯向同盟国供应石油。后来，沙特阿拉伯与北约国家结盟对抗共产主义。
自费萨尔国王和戴高乐将军于1967年会晤以来，两国关系通过最高级别的个人接触不断发展。
法国加入了美国和其他联军的沙漠之盾行动，这是美国总统乔治·H·W·布什在伊拉克入侵科威特后为保卫沙特阿拉伯王国免受伊拉克侵略而采取的行动。
2016年，法国谴责胡塞武装对麦加的弹道导弹袭击。

## 国事访问
2015年5月，法国总统弗朗索瓦·奥朗德对法国进行了历史性的正式访问，他会见了萨勒曼国王、王储穆罕默德·本·纳伊夫和副王储穆罕默德·本·萨勒曼，他是海湾合作委员会峰会的贵宾。2015年3月，王储穆罕默德·本·纳耶夫副首相兼内政部长访问了法国，在那里他获得了法国荣誉军团勋章。这是法国的最高荣誉，由法国总统指定。
2015年，法国总统弗朗索瓦·奥朗德应沙特阿拉伯之邀，在沙特阿拉伯举行的海湾合作委员会峰会上发表演讲，外国国家元首很少担任这一角色。
2016年3月6日，沙特阿拉伯王储穆罕默德·本·纳伊夫结束对巴黎的正式访问，与法国签署联合公报。
2016年5月，舒拉理事会沙特议会友好委员会代表团在巴黎法国外交部会见了法国外长让-马克。

## 经济关系
根据阿拉伯电视台的新消息，这些合同凸显了巴黎与利雅得日益增长的关系，是“沙特阿拉伯-法国联盟更加强大的第一个迹象，未来几个月，这两个盟友之间的关系将确切地显示出来。”
为扩大沙特阿拉伯与法国的贸易，两国建立了一个论坛，被称为沙特阿拉伯法国商业机会论坛。首届论坛于2013年4月在法国巴黎成功举办，论坛由沙特阿拉伯工商部长、沙特阿拉伯商会理事会、沙特阿拉伯-法国商业理事会共同主办。第二次会议于2015年10月12日至13日在利雅得丽思卡尔顿酒店举行，与会者包括空中客车和罗格朗等法国最大的企业。

## 军事关系
法国是向沙特阿拉伯(仅次于美国和英国)出售武器的主要国家，在许多领域都有增长的潜力。2015年6月24日星期三，沙特阿拉伯和法国同意签署价值120亿美元的协议，法国外交部长洛朗·法比尤斯表示，这10份合同包括价值5亿美元的23架空客H145直升机。与此同时，路透社报道称，沙特国防部也在讨论法国海军巡逻艇的合同价格。2015年，法国与沙特阿拉伯签署了一项价值100亿美元的武器协议，法国向沙特阿拉伯提供30艘巡逻艇。
在也门持续的战争中，沙特阿拉伯于2019年2月与法国海军集团签署了一项初步协议，将在该国建造军舰、巡防舰、护卫舰和其他相关项目。